# 日本タングステン
日本タングステン株式会社（にっぽんタングステン、英字：Nippon Tungsten Co., Ltd.）は、福岡県福岡市博多区に本社を置く、タングステン・モリブデン、およびファインセラミックスの精製加工会社である。東京証券取引所スタンダード市場・福岡証券取引所上場。

## 概要
会社設立当初は、戸上信文が創業した戸上電機製作所のグループ企業であったが、その後、東芝の系列企業となった。現在は、独立系電気機器メーカーである。
メインバンクは福岡銀行で、国内全域で事業展開する電気機器関連企業であるが、近年、タイ・中国・アメリカ・イタリア・ブラジルにも事業を拡大している。2006年末に、上海に販売会社を設立した。

## 沿革
- 1931年（昭和06年）4月 - 佐賀県佐賀市にて日本タングステン合名会社設立。
- 1932年（昭和07年）
  - 9月 - 株式会社に改組、同時に東芝の傘下に入る。
  - 11月 - 本社を福岡市内に移転。
- 1948年（昭和23年）7月 - 東芝が保有する当社株式を持株会社整理委員会に譲渡。
- 1961年（昭和36年）10月 - 東京証券取引所第二部に株式を上場。
- 1962年（昭和37年）1月 - 福岡証券取引所に株式を上場。
- 1963年（昭和38年）6月 - 本社を福岡市塩原に移転。
- 1979年（昭和54年）4月 - タイ・バンコク市に合弁会社・サハビリヤニッタン株式会社を設立。
- 1981年（昭和56年）5月 - 米国Metal Cutting Corporationと提携し、北米市場に製品販売を始める。
- 1993年（平成05年）
  - 8月 - 中国・吉林省四平市に合弁会社、四平日本タングステン有限会社を設立。
  - 11月 - 本社を現在地に移転。
- 1995年（平成07年）10月 - タイ・バンコク市に合弁会社SVニッタンプレシジョン株式会社を設立。
- 2000年（平成12年）9月 - 中国・江西省九江市に合弁会社九江日本タングステン有限会社を設立。
- 2003年（平成15年）
  - 5月 - ISO 14001認証取得。
  - 6月 - ISO 9001:2000認証取得。
- 2005年（平成17年）
  - 7月 - 中国・上海市に合弁会社上海電科電工材料有限会社を設立（2016年4月に清算）。
  - 12月 - サハビリヤニッタン、SVニッタンプレシジョンを合併し、SVニッタン株式会社を新設。
- 2006年（平成18年）
  - 1月 - 上海三義精密模具有限公司（現・上海恩悌三義実業発展有限公司）に出資し、関連会社とする。その後2010年に子会社化。
  - 11月 - 中国・上海市に恩悌（上海）商貿有限公司を設立し、子会社とする。
- 2009年（平成21年）
  - 11月 - 中国・香港に恩悌（香港）有限公司を設立し、子会社とする。
  - 12月 - 米国バージニア州にNippon Tungsten USA, Inc.を設立し、子会社とする。
- 2011年（平成23年）1月 - 「絶対に穴の開かない金属」の製造者としてフジテレビ系列の「ほこ×たて」に出演。
- 2013年（平成25年）8月 - SVニッタンにロータリーダイカッターの再研磨工場を新設。
- 2016年（平成28年）5月 - イタリアにNippon Tungsten Europe S.r.l.を設立し、子会社とする。
- 2018年（平成30年）9月 - ブラジルにNIPPON TUNGSTEN DO BRASIL SOLUÇÕES DE CORTE LTDA. を設立し、子会社とする。
- 2020年（令和02年）1月 - 子会社の株式会社エヌ・ティーサービスを吸収合併。

## 経営理念
三つの意（こころ）
1. 創意：あらゆる変化に対応し、新しいものをつくり出していくこころ。
2. 誠意：私たちをとりまくお客様や地域社会に尽くすこころ。
3. 熱意：今日から明日へとたえず向上をめざす熱いこころ。

## 主要製品
- 金属材料
  - タングステンワイヤー／ロッド、モリブデンワイヤー／ロッド、高純度タングステン製品

- 電気・電子材料
  - 銅・銀タングステン合金、電気接触子・接点、ヘビーアロイ・タングステン合金、樹脂タングステンシート

- 超硬合金材料
  - NTダイカッター、耐食・耐磨耗超硬合金、シールリング、スリーブ、超硬金型、超硬切削工具

- セラミックス材料
  - 薄膜磁気ヘッド基板材、半導体・電子部品用セラミック、セラミック切削工具、セラミック金型

## 事業所
- 支店：東京・名古屋・大阪・九州
- サテライト：東海・岡山
- 工場
  - 基山工場 - 佐賀県三養基郡基山町大字園部3173番地2
  - 飯塚工場 - 福岡県飯塚市大字伊岐須字後牟田430番地
  - 宇美工場 - 福岡県糟屋郡宇美町大字宇美字大谷3351
- 過去にあった事業所および工場
  - 事業所：日立・姫路・広島・北九州・香港
  - 工場：住吉工場・塩原工場・茅ヶ崎工場

## グループ企業・合弁会社

### 国内子会社
- 株式会社福岡機器製作所（福岡県福岡市）
- 株式会社昭和電気接点工業所（福岡県飯塚市）
- 株式会社エヌ・ティーサービス（福岡県福岡市）

### 海外子会社
- 上海恩悌三義実業発展有限公司（中国上海市）
- 恩悌（上海）商貿有限公司（中国・上海市）
- 恩悌（香港）有限公司（中国・香港）
- NIPPON TUNGSTEN USA, INC.（米国WV州）

### 海外合弁会社
- SVニッタン株式会社（タイ・バンコク市）